# Болотских, Николай Степанович
Николай Степанович Болотских (укр. Микола Степанович Болотських; 13 сентября 1938, Городище, Воронежская область — 2 августа 2022, Харьков) — советский и украинский учёный, доктор технических наук (1977), профессор (1977).
Автор многих научных трудов, а также ряда патентов и изобретений.

## Биография
Родился 13 сентября 1938 года в селе Городище Воронежской (ныне Белгородской) области, брат учёного Александра Болотских.

### Образование
В 1960 году окончил горно-электромеханический факультет Харьковского горного института: специальность — «горные машины», квалификация — «инженер-механик».
В 1965 году защитил кандидатскую диссертацию на тему «Исследование работы гидроэлеваторов, транспортирующих мягкие породы», в 1977 году защитил докторскую диссертацию на тему «Исследование, разработка и освоение эффективной технологии строительного водопонижения в сложных гидрогеологических условиях».

### Деятельность
По окончании института в 1960—1963 годах работал младшим научным сотрудником, а в 1963—1968 годах — старшим научным сотрудником лаборатории гидромеханизации горно-проходных работ Всесоюзного НИИ организации и механизации шахтного строительства (ВНИИОМШС) в Харькове.
В 1968—1972 годах Николай Болотских — доцент кафедры оборудования предприятий строительной и цементной промышленности Харьковского инженерно-строительного института (ХИСИ, ныне Харьковский национальный университет строительства и архитектуры). С 1972 года — заведующий кафедрой строительных машин этого же института. В 1973—1980 годах — проректор по научной работе, в 1980—1995 годах ректор Харьковского инженерно-строительного института. С 1995 по май 2009 года — ректор Харьковского национального университета строительства и архитектуры.
Николай Степанович создал научную школу в области технологии и механизации строительства подземных и углубленных объектов в сложных гидрогеологических условиях. Разработал новые технологии и оборудование вакуумного водопонижения, которые были внедрены во время строительства угольных разрезов и шахт Кировоградской области, а также метрополитенов в Киеве, Харькове, Москве и Тбилиси.
Занимался общественной деятельностью. Являлся вице-президентом Украинской ассоциации «Кадры для строительства»; заместителем председателя Совета строительства и архитектуры Высшей аттестационной комиссии Украины; главой учебно-методической комиссии Министерства образования и науки Украины; членом президиума правления учебно-методического объединения строительных вузов СНГ; заместителем председателя Совета ректоров Харьковского вузовского центра; членом научно-координационного совета Харьковской областной государственной администрации.
Член Академии инженерных наук Украины (1992), член Международной академии экологической реконструкции (1992), академик Академии строительства Украины (1993), почётный профессор Ассоциации строительных вузов СНГ (1998) и Харьковского государственного технического университета сельского хозяйства (2000).
Скончался 2 августа 2022 года в Харькове.

## Заслуги
- Награждён орденом «За заслуги» III и II степеней
- Лауреат премии Совета Министров СССР (1987) и Государственной премии Украины в области науки и техники
- Заслуженный работник высшей школы УССР (1988)